# Astetholea pauper
Astetholea pauper là một loài bọ cánh cứng trong họ Cerambycidae.